# Judo aux Jeux africains de 2023
Navigation
2019
Les compétitions de judo des Jeux africains de 2023 se déroulent du 12 au 15 mars 2024 au Ga Mashie Hall d'Accra, au Ghana. 
Les judokas angolais participent sous la bannière neutre de l'Union africaine de judo.

## Médaillés

### Hommes
| Épreuves | Or                             | Argent                 | Bronze                             |
| -------- | ------------------------------ | ---------------------- | ---------------------------------- |
| -60 kg   | Leonardo Barros (???)          | Fraj Dhouibi (TUN)     | Adel Hamada (es) (EGY)             |
| -60 kg   | Leonardo Barros (???)          | Fraj Dhouibi (TUN)     | Simon Zulu (es) (ZAM)              |
| -66 kg   | Steven Mungandu (en) (ZAM)     | Aziz Harbi (es) (TUN)  | Jason Zacko Ngawili (CAF)          |
| -66 kg   | Steven Mungandu (en) (ZAM)     | Aziz Harbi (es) (TUN)  | Kais Moudetere (ALG)               |
| -73 kg   | Aleddine Ben Chalbi (TUN)      | Wail Ezzine (en) (ALG) | Rodrigo Fernando (ZAM)             |
| -73 kg   | Aleddine Ben Chalbi (TUN)      | Wail Ezzine (en) (ALG) | Aden-Alexandre Houssein (DJI)      |
| -81 kg   | Abdelrahman Mohamed (EGY)      | Omar Mahmoud (EGY)     | Abdoul Kader Boubacar Adamou (NIG) |
| -81 kg   | Abdelrahman Mohamed (EGY)      | Omar Mahmoud (EGY)     | Timothy Meuwsen (RSA)              |
| -90 kg   | Abdelaziz Ben Ammar (es) (TUN) | Abderahmane Diao (SEN) | Ali Hazem (es) (EGY)               |
| -90 kg   | Abdelaziz Ben Ammar (es) (TUN) | Abderahmane Diao (SEN) | Yassine Kouraichi (TUN)            |
| -100 kg  | Koussay Ben Ghares (pl) (TUN)  | Abdellah Fala (ALG)    | Kobena Koffi Krémé (CIV)           |
| -100 kg  | Koussay Ben Ghares (pl) (TUN)  | Abdellah Fala (ALG)    | Karim Ibrahim (EGY)                |
| +100 kg  | Mohamed El Mehdi Lili (ALG)    | Mbagnick Ndiaye (SEN)  | Wahib Hdiouech (pl) (TUN)          |
| +100 kg  | Mohamed El Mehdi Lili (ALG)    | Mbagnick Ndiaye (SEN)  | Mohamed Aborakia (es) (EGY)        |

### Femmes
| Épreuves | Or                                 | Argent                             | Bronze                             |
| -------- | ---------------------------------- | ---------------------------------- | ---------------------------------- |
| -48 kg   | Oumaima Bedioui (TUN)              | Priscilla Morand (MRI)             | Geronay Whitebooi (RSA)            |
| -48 kg   | Oumaima Bedioui (TUN)              | Priscilla Morand (MRI)             | Natacha Razafindrakalo (MAD)       |
| -52 kg   | Rahma Tibi (TUN)                   | Marie Céline Baba Matia (CMR)      | Charné Griesel (RSA)               |
| -52 kg   | Rahma Tibi (TUN)                   | Marie Céline Baba Matia (CMR)      | Franca Audu (en) (NGA)             |
| -57 kg   | Jasmine Martin (RSA)               | Zouleiha Abzetta Dabonné (CIV)     | Chaima Sidaoui (TUN)               |
| -57 kg   | Jasmine Martin (RSA)               | Zouleiha Abzetta Dabonné (CIV)     | Mariem Jmour (TUN)                 |
| -63 kg   | Amina Belkadi (ALG)                | Audrey Jeannette Etoua Biock (CMR) | Ons Romdhani (TUN)                 |
| -63 kg   | Amina Belkadi (ALG)                | Audrey Jeannette Etoua Biock (CMR) | Nadia Guimendego (CAF)             |
| -70 kg   | Aina Laura Rasoanaivo Razafy (MAD) | Zita Ornella Biami (CMR)           | Farida Magdy (EGY)                 |
| -70 kg   | Aina Laura Rasoanaivo Razafy (MAD) | Zita Ornella Biami (CMR)           | Maram Jmour (TUN)                  |
| -78 kg   | Marie Branser (GUI)                | Arij Akkab (es) (TUN)              | Georgika Wesly Djengue Moune (CMR) |
| -78 kg   | Marie Branser (GUI)                | Arij Akkab (es) (TUN)              | Aya Gaballa (EGY)                  |
| +78 kg   | Monica Sagna (SEN)                 | Sarra Mzougui (TUN)                | Georgette Sagna (SEN)              |
| +78 kg   | Monica Sagna (SEN)                 | Sarra Mzougui (TUN)                | Crislayn Rodrigues (???)           |

### Mixte
| Épreuves    | Or | Argent | Bronze |
| ----------- | --- | --- | --- |
| Par équipes | Tunisie- Aziz Harbi (es) - Aleddine Ben Chalbi - Abdelaziz Ben Ammar (es) - Yassine Kouraichi - Koussay Ben Ghares (pl) - Wahib Hdiouech (pl) - Chaima Sidaoui - Mariem Jmour - Ons Romdhani - Maram Jmour - Sarra Mzougui - Zeineb Troudi | Algérie- Kais Moudetere - Wail Ezzine (en) - Aghiles-Imad Benazoug - Abdelhamid Zmit - Mohamed El Mehdi Lili - Abdellah Fala - Faïza Aissahine - Zina Bouakache - Amina Belkadi - Dyhia Benchallal - Louiza Ichallal | Cameroun- Enzy Kom Teddy - Vladimir Carlos Ngueya Naheu - Franck Ulrick Tahman Zan - Marie Céline Baba Matia - Audrey Jeannette Etoua Biock - Zita Ornella Biami - Georgika Wesly Djengue Moune - Richelle Anita Soppi Mbella |
| Par équipes | Tunisie- Aziz Harbi (es) - Aleddine Ben Chalbi - Abdelaziz Ben Ammar (es) - Yassine Kouraichi - Koussay Ben Ghares (pl) - Wahib Hdiouech (pl) - Chaima Sidaoui - Mariem Jmour - Ons Romdhani - Maram Jmour - Sarra Mzougui - Zeineb Troudi | Algérie- Kais Moudetere - Wail Ezzine (en) - Aghiles-Imad Benazoug - Abdelhamid Zmit - Mohamed El Mehdi Lili - Abdellah Fala - Faïza Aissahine - Zina Bouakache - Amina Belkadi - Dyhia Benchallal - Louiza Ichallal | Égypte- Adel Hamada (es) - Karim Elhagar - Ali Hazem (es) - Zeyad Ayman - Mohamed Aborakia (es) - Hady Hussein - Tassnim Roshdy - Haneen Altaeb - Fatma Ghanem - Farida Magdy - Safa Soliman - Farah Sharaf                   |

## Tableau des médailles
- Pays organisateur (Ghana)

| Rang               | Nation                    | Or | Argent | Bronze | Total |
| ------------------ | ------------------------- | -- | ------ | ------ | ----- |
| 1                  | Tunisie                   | 6  | 4      | 6      | 16    |
| 2                  | Algérie                   | 2  | 3      | 1      | 6     |
| 2                  | Sénégal                   | 2  | 2      | 2      | 6     |
| 4                  | Égypte                    | 1  | 1      | 7      | 9     |
| 5                  | Afrique du Sud            | 1  | 0      | 3      | 4     |
| 6                  | Athlètes indépendants     | 1  | 0      | 2      | 3     |
| 7                  | Madagascar                | 1  | 0      | 1      | 2     |
| 8                  | Guinée                    | 1  | 0      | 0      | 1     |
| 9                  | Cameroun                  | 0  | 3      | 2      | 5     |
| 10                 | Côte d'Ivoire             | 0  | 1      | 1      | 2     |
| 11                 | Maurice                   | 0  | 1      | 0      | 1     |
| 12                 | République centrafricaine | 0  | 0      | 2      | 2     |
| 13                 | Djibouti                  | 0  | 0      | 1      | 1     |
| 13                 | Niger                     | 0  | 0      | 1      | 1     |
| 13                 | Nigeria                   | 0  | 0      | 1      | 1     |
| Total (15 nations) | Total (15 nations)        | 14 | 14     | 28     | 56    |